# Ziegfeld Follies
Ziegfeld Follies és una pel·lícula musical americana de Vincente Minnelli rodada el 1946. Inspirada en la comèdia musical del mateix nom.

## Argument
Ziegfeld vol muntar un últim i grandiós espectacle per coronar la seva magnífica carrera. Hi reunirà les seves principals estrelles.

## Repartiment
- William Powell: Florenz Ziegfeld
- Fred Astaire: Raffles/Tai Long/el cavaller a The Babbit and the Bromide
- Gene Kelly: un cavaller a The Babbit and the Bromide
- Judy Garland: l'estrella a A great Lady has an interview
- Lucille Bremer: Moy Ling
- Lucille Ball
- Esther Williams
- Cyd Charisse: una ballarina
- Kathryn Grayson
- Lena Horne
- Red Skelton
- Fanny Brice: Norma a Sweepstakes tickets
- Virginia O'Brien
- Victor Moore: el client de l'advocat
- Peter Lawford: Porky (veu)

## Rebuda
The New York Times;"els números millors de la pel·lícula [-] són un parell de satires comiques, especialment una feta per Red Skelton. Fanny Brice fa de mestressa de casa del Bronx bastant [-] divertida. Judy Garland també està divertida com a reina del cinema que dona una entrevista. Ziegfeld Les follies és entretinguda - i és el que vol ser!" (Bosley Crowther).
Newsweek;"Com a mínim tres dels números destacarien en qualsevol ressenya en escena i pantalla. En Una senyora gran té una Entrevista, Judy Garland, amb sis homes, mostra un inesperat saber fer per la sàtira ocupacional. Amb Números Sisplau Keenan Wynn demostra, un cop més, que és un dels comediants principals de Hollywood. Però el ball és a El Babbitt i el Bromur [-] Fred Astaire i Gene Kelly fan i desfan per una foto finish"

## Box Office
Segons la MGM  la pel·lícula va guanyar 3.569.000$ Als EUA i Canadà i 1.775.000$ A la resta- però a causa del seu alt cost va incórrer en una pèrdua per l'estudi de 269.000$.

## Premis
- 1947. Millor comèdia musical al Festival Internacional de Cinema de Canes